# Ulrich Daldrup
Ulrich Daldrup (né à Porta Westfalica le 27 septembre 1947) est un homme politique et un expert en coopération internationale allemand.

## Biographie
Ulrich Daldrup est né en Allemagne mais a grandi à Bruxelles lieu où travaillait son père, Franz Daldrup.
Après avoir obtenu son baccalauréat à l'école européenne de Bruxelles en 1965, Ulrich Daldrup a fait une formation bancaire à la Banque Bruxelles Lambert (aujourd'hui ING Groep N.V.) et a étudié ensuite à l'RWTH Aachen University en chimie. Après avoir obtenu son diplôme de chimiste, il a obtenu un doctorat en sciences naturelles. Ensuite, il a étudié les sciences économiques à l'RWTH Aachen.
Ulrich Daldrup a travaillé trente ans dans la coopération internationale (aide au développement) et dans l'aide humanitaire. Il a passé beaucoup d'années de sa vie en Afrique et en Asie. Sa première station a été en 1972-1974, au sein de la coopération allemande internationale, en tant que conseiller au rang de directeur de département au Ministère de l'Industrie à Rabat au Maroc. À partir de 1975, il a été partenaire d'une société de conseil de Cologne jusqu'à ce qu'il fonde sa propre société de conseil, la GFE GmbH, spécialisée dans la coopération internationale, en 1979. Il a également vécu quelques années (1991-1993) à Maurice comme conseiller du premier président mauricien, Cassam Uteem. Daldrup a eu un rôle important dans la formulation de la nouvelle constitution de Maurice, adoptée le 12 mars 1992, qui a transformé Maurice en république et a élu Cassam Uteem comme premier président. Daldrup a vécu sur de longues périodes à Bizerte (Tunisie), Dakar (Sénégal), à Libreville (Gabon), à Nairobi (Kenya), à Mogadiscio (Somalie), où il a notamment travaillé sur des études scientifiques et sur le développement économique et l'aide humanitaire. Il a également écrit plusieurs livres sur le thème de la coopération internationale et a donné de nombreuses conférences.

## Universitaire
Depuis 1984, Ulrich Daldrup est professeur à l'University TH Cologne dans les domaines de "Droit international" et de "Gestion des affaires". La FH Aachen University lui a attribué un poste de chargé de cours en "Gestion internationale" en 2004. Il a également enseigné à l'Université de Kaunas (Lituanie) et a créé un centre de technologie à cette université. Pour cela, il a été décoré du Doctorat Honoris Causa en 2000,. Il a également enseigné à l'Université de Szczecin (Pologne) et à Georgetown University (États-Unis). Les thèmes de recherche de Daldrup sont la politique régionale, le droit communautaire, la coopération internationale et, dans ses dernières années, les conséquences sociales de la transition énergétique et leur impact sur certains pays d'Asie et d'Afrique. En 2016, il a également reçu le poste de directeur du département "Entrepreneurship" à la TH Köln University of Cologne.

## Politique
Ulrich Daldrup a rejoint le CDU en 1992 à Aachen. Il a déjà été élu président du CDU d'Aachen en septembre 1993 et candidat pour les élections de maire en 1994. Aux élections communales de septembre 1994, il a permis à la CDU de regagner le pouvoir à Aachen et a été élu premier maire de la ville. En 1999, il a été réélu candidat à la direction et a gagné les élections avec 49,5%. Il a perdu la victoire au scrutin pour le maire de la ville d'Aachen en 1999, mais a été élu président de la MIT – Mittelstands- und Wirtschaftsvereinigung (l’association économique). Ulrich Daldrup est l'un des membres fondateurs de la Euregio Maas-Rhein et a été l'un des auteurs de sa constitution. Pendant son temps politique, il a reçu de nombreux chefs d'État et personnalités à Aachen, notamment le chancelier allemand Helmut Kohl et le président american George Bush. Après avoir quitté le poste de maire d'Aachen, il a pris la fonction de commissaire, chargé par le Ministère fédéral allemand de l’économie pour les États baltes. Pour cet emploi, il a été délégué à Riga (Lettonie) de 2000 à 1er mai 2004, où il a travaillé au rang de secrétaire d'État au ministère des Finances à Riga. Il était responsable de la préparation de la Lettonie pour l'adhésion à l'Union européenne dans les domaines du développement régional et de l'administration communale.

## Autres fonctions
Dans les années 1980, Ulrich Daldrup était secrétaire général de la Société germano-marocaine. De 1995 à 2000, il a été président des conférences internationales Global Panel et a reçu de nombreux chefs d'État, politiciens et entrepreneurs, notamment le président américain George H. W. Bush.
Ulrich Daldrup a fondé en 2004 le Business Club Aachen Maastricht, qui a permis de réunir des entrepreneurs allemands, belges et néerlandais. En 2006, il a été nommé vice-président de la fondation humanitaire « Water for the World Foundation ». En 2007, il a fondé, en collaboration avec dix universités européennes, trois grandes institutions de recherche et de nombreux entreprises privées du secteur de l'énergie, le cluster énergétique "Energy Hills". En 2015, il a été élu président du conseil d'administration de l'Agence européenne pour l'énergie durable (EASE) et en 2018, il a été élu vice-président du comité de direction de la fondation européenne de la cathédrale d'Aix-la-Chapelle. Ulrich Daldrup a été nommé à de nombreux conseils d'administration, notamment à la IBC AG (président), à la TH Köln University/ITT (président), à la FH Aachen University, à l’Avantis bv (zône industrielle bilatérale Allemagne/Pays-Bas), World Trade Center Heerlen (président), à la chambre de commerce et de l’industrie bilatérale Aachen/Maastricht (président), à l'initiative de startup AC.E Aachener Entrepreneurship Team e.V. et à la Energieloft GmbH.

## Prix des entrepreneurs duBusiness Club Aachen Maastricht
En 2007, Ulrich Daldrup a initié le prix des entrepreneurs du Business Club Aachen Maastricht. Ce prix est soumis à de très hautes exigences pour les lauréats. Le prix des entrepreneurs peut être décerné uniquement à des personnes qui ont été très réussies dans leur carrière d'entreprise et qui se sont engagées, outre leur activité entrepreneuriale, de manière durable pour le bien commun, par exemple en soutien à des objectifs sociaux, sportifs, culturels, humanitaires ou autres. Cette distinction est dotée d'un prix en argent de 5 000 euros. Un comité indépendant est responsable de la sélection chaque année d'un entrepreneur qui répond aux exigences énoncées.

## Distinctions
- Pour son engagement en faveur des pays en développement et de l'Europe de l'Est, le président fédéral allemand lui a décerné en 2004 la Croix fédérale du mérite avec ruban.
- Docteur Honoris Causa de l'Université Technique de Kaunas, Lituanie
- Professeur honoraire de la TH Köln
- Professeur honoraire de la FH Aachen
- Médaille d'honneur de la Chambre des métiers de Rhein-Main

## Publications
- Ernährungssicherung und Nahrungsmittelhilfe – ein Instrument der Entwicklungshilfe, Verlag Breitenbach Publishers, Saarbrücken/Fort Lauderdale 1981,   (ISBN 3-88156-187-0)[5]
- Investitionsführer Sri Lanka, Verlag Breitenbach Publishers, Saarbrücken/Fort Lauderdale 1985,   (ISBN 3-88156-307-5)
- Sri Lanka – Guide de l'investisseur, Verlag GFE Aachen 1984,   (ISBN 3-923905-02-5)
- Sri Lanka – Investors Guide, Verlag Breitenbach Publishers, Saarbrücken/Fort Lauderdale 1985,   (ISBN 3-88156-308-3)
- Wirtschaftsführer Nigeria, Verlag Breitenbach Publishers, Saarbrücken/Fort Lauderdale 1985,   (ISBN 3-88156-306-7)
- Wirtschaftsführer Wirtschaftsgemeinschaft westafrikanischer Staaten (CEDEAO/ECOWAS), Verlag GFE Aachen 1978
- Afrika – ein verlorener Kontinent. Eine kritisch-analytische Betrachtung und der Versuch eines Ausblicks, in: Technologie, Resource Management & Development, Volume 6, Cuvillier Verlag, Göttingen 2009,   (ISBN 978-3-86955-024-4)
- 75 Jahre soziale Marktwirtschaft, Festvortrag beim BKU – Bund Katholischer Unternehmer in Berlin am 3. Mai 2024[6]
- Handicraft in Mauritius
- Handicraft in Morocco
- Democratic Republic of Congo: Growth with Governance in the Mining Sector- World Bank May 2008, Report No. 43402[7]